# 東京キャラクターストリート

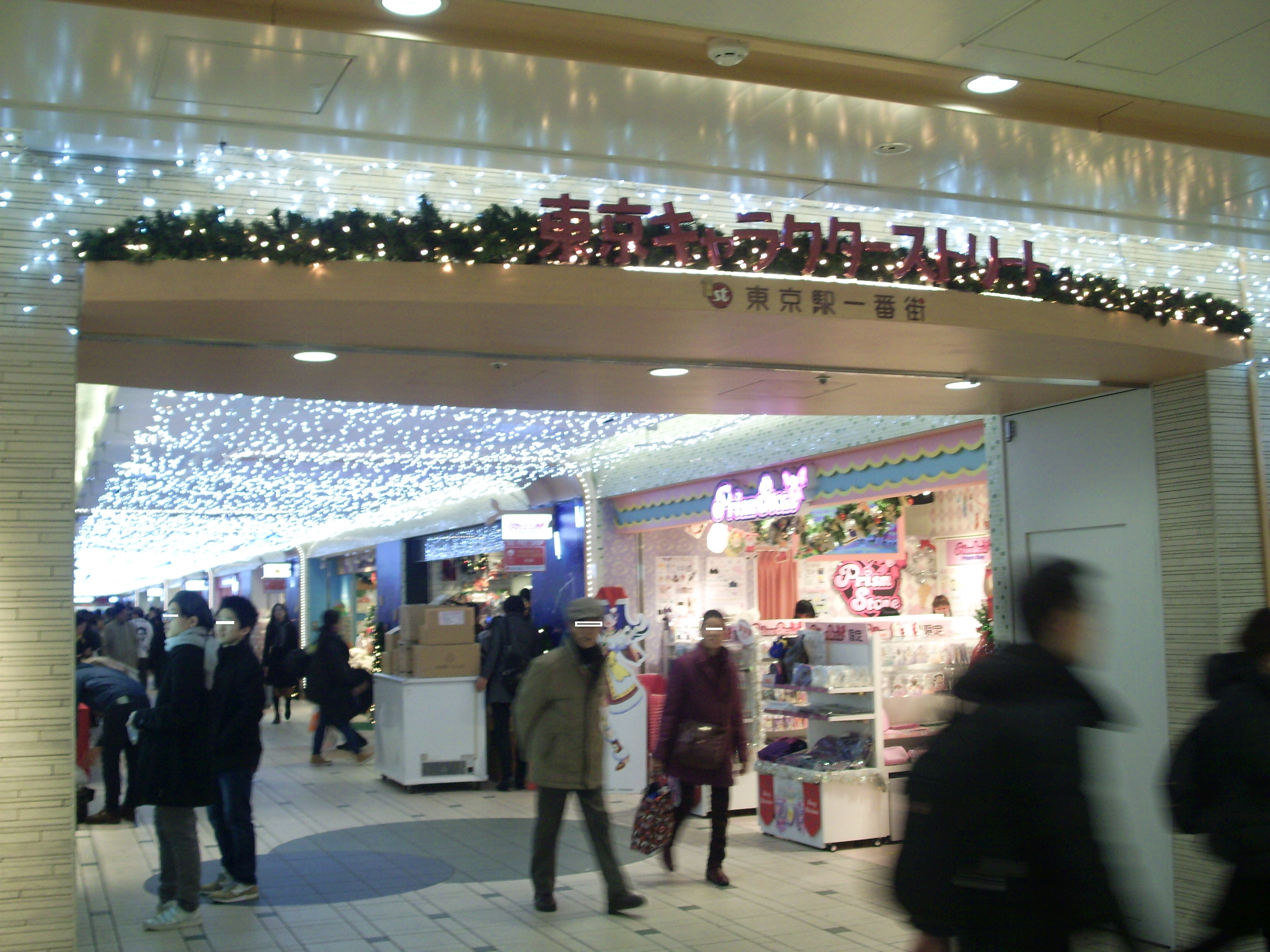
東京キャラクターストリート

東京キャラクターストリート（とうきょうキャラクターストリート）は、東京都千代田区の東京駅八重洲口側に立地する商業施設、東京駅一番街の地下街エリアにあるキャラクターグッズ専門店街。2008年3月8日に開店した。
運営・管理は東京駅一番街と同様、東海旅客鉄道（JR東海）100%子会社の東京ステーション開発が運営する。

## 概要
テレビ局のキャラクターグッズショップ、『ウルトラマン』や『あらいぐまラスカル』『スヌーピー』などのキャラクターグッズ専門店、トミカやレゴの専門店など、キャラクターショップ33店が、約80mの通路を挟んで軒を連ねており、旅行客や親子連れ、キャラクター好きの若者などで賑わっている。なお、店舗数は2011年4月以前は14店、2011年7月のリニューアル時点では18店とカフェ1店、2013年12月初頭までは21店だった。
テレビ局のショップはかつては、日本放送協会（NHK）、TBSテレビ、フジテレビジョンのみが出店していた。地下商店街エリアのリニューアルを機に、日本テレビ放送網、テレビ朝日、テレビ東京のグッズショップが加わり、NHKと民間放送在京キー局5社のショップが揃い、各テレビ局に足を運ぶことなく、東京のテレビ局土産が入手可能となった。なお、キー局5店舗については各系列局製作の番組のグッズなども扱っている。
また、東京キャラクターストリートにはいちばんプラザというイベントスペースがある。テレビ番組やアニメーション映画の宣伝イベントなどが開催され、キャラクターの着ぐるみが登場するイベント、関連グッズの販売などが行われることがある。また、期間限定の店舗が設置される事もある。
テレビ東京、TBS、テレビ朝日のショップはかつてはジェイエフエーに運営委託で営業しており、同社が2010年11月25日に倒産したため、一時閉店した。テレビ東京のショップは同年12月10日、テレビ朝日のショップは12月21日、TBSのショップは12月29日に営業再開した。
東京駅一番街には、「東京キャラクターストリート」区域外にもキャラクターショップが存在する。東京キャラクターストリートよりも南寄りにリラックマのキャラクターショップ「Rilakkuma Store」があったが、2011年7月のリニューアルに伴い、東京キャラクターストリートの中に移転している。東京土産を扱う店舗でも、ご当地チョッパーマン等のキャラクターグッズが販売されている。2024年7月にはポケモンストア東京駅店が1階に移転、エリアが1階にも拡大する。

## テナント
2024年8月時点。
- NHKキャラクターショップ（日本放送協会/NHKエンタープライズ）
- 日テレ屋（日本テレビ放送網/日本テレビサービス）
- TBS store 東京駅店（TBSテレビ）
- フジテレビショップ フジさん 東京駅店（フジテレビジョン）
  - 2017年7月7日よりリニューアルし現名称に変更。
- テレアサショップ 東京駅店（テレビ朝日）
- テレ東本舗。（テレビ東京）
- JUMP SHOP（集英社 『週刊少年ジャンプ』『ジャンプスクエア』）
- トミカ・プラレールショップ東京店（タカラトミー『トミカ』『プラレール』）
  - これまで「TOMICA SHOP」「PLARAIL SHOP」と別々の店舗だったが、2025年2月に店舗統合リニューアルした[3]。
- レゴストア（レゴ）
  - 2017年7月9日までは「レゴ クリックブリック」として運営。7月25日に移転リニューアル[4]。
- ジブリがいっぱい どんぐり共和国 東京駅店（スタジオジブリ）
  - 旧称Donguri Garden。2015年6月18日にリニューアルし現名称に変更。
- スヌーピータウンミニ（PEANUTS Worldwide LLC/ソニー・クリエイティブプロダクツ/キデイランド『ピーナッツ』）
- ウルトラマンワールドM78（円谷プロダクション『ウルトラシリーズ』）
- 松竹歌舞伎屋本舗（松竹『歌舞伎』）
- リラックマストア（サンエックス『リラックマ』）
- プリキュア プリティストア（東映アニメーション/ABCアニメーション『プリキュアシリーズ』）
- miffy style（キデイランド/ディック・ブルーナ・ジャパン『ナインチェ・プラウス（ミッフィー）』）
- K-spot（キデイランド、各種作品のキャラクターグッズを期間毎に変える形で販売する店舗）
- ポケモンストア東京駅店（ポケモン『ポケットモンスター』）
  - 2024年6月24日より地下1階での営業を終了、7月10日より1階に移転リニューアル予定[5]。
- くまのがっこう ジャッキーズマルシェ（バンダイ/キデイランド『くまのがっこう』）
  - 2024年2月25日までベネリック運営のくまのがっこう ジャッキーのゆめとして営業、キデイランドへ運営移管した上で同年3月7日より改称リニューアルオープン[6]。
- TOKYO GASHAPON STREET（バンダイ『ガシャポン』、日本橋方面通路沿いにガシャポン自販機を設置）
- プリズムストーン東京駅店（タカラトミーアーツ/シンソフィア/テレビ東京『プリティーシリーズ』、2017年7月25日開店[7][4]）
- クレヨンしんちゃんオフィシャルショップ〜アクションデパート東京駅店〜（双葉社/シンエイ動画/テレビ朝日『クレヨンしんちゃん』、2017年7月25日開店[4]）
- すみっコぐらしshop東京駅店（サンエックス『すみっコぐらし』、2017年7月25日開店[4]）
- コウペンちゃん はなまるステーション（るるてあ/グレイ・パーカー・サービス/キデイランド『コウペンちゃん』、2019年7月25日開店）
  - 2022年9月9日に移転リニューアル[8]。
- KAMEN RIDER STORE TOKYO（石森プロ/東映/バンダイ『仮面ライダーシリーズ』、2020年7月1日開店）
  - 2022年7月1日に前月まで営業していた隣接する「アイカツ！デザインマート」のテナント部分を含める形で増床リニューアルオープンした[9]。
- ちいかわらんど TOKYO Station（ナガノ/グレイ・パーカー・サービス/キデイランド『ちいかわ なんか小さくてかわいいやつ』、2022年9月16日開店[10]）
- mofusand もふもふストア（ぢゅの/スパイラルキュート/マリモクラフト『mofusand』、2023年3月8日開店[11]
- Kirby Café PETIT（任天堂/ハル研究所/ベネリック『星のカービィ』、2023年4月13日開店[12]
- GBL東京駅店（スタジオジブリ/ベネリック、大人向けのジブリ作品グッズ専門店、2023年9月28日開店[13]）
- ONE PIECE 麦わらストア（集英社/フジテレビ/東映アニメーション『ONE PIECE』、2024年9月開店[14]）
- ハリー・ポッター マホウドコロ POP-UP STORE in 東京駅店（ワーナー・ブラザース コンシューマープロダクツ/ベネリック『魔法ワールド』）
  - 2023年3月17日に、同年夏までの期間限定店舗として開店[15]。その後2024年10月に2025年3月までの期間限定店舗として再開店した。
- hololive production official shop in Tokyo Station（カバー『ホロライブプロダクション』）
  - 2023年11月から2024年1月にかけて期間限定店舗として開店。その後2024年11月から2026年春までの期間限定店舗として再開店[16]。

### 過去のテナント
- Ctの小部屋 MAY（サンリオ『ハローキティ』）
- tame cafe
- RASCAL SHOP（日本アニメーション『世界名作劇場』）
- たまごっちストア東京（バンダイ『たまごっち』）
- 妖怪ウォッチ ヨロズマートミニ 東京駅一番街店（レベルファイブ/バンダイ/ナムコ/BIGFACE『妖怪ウォッチ』）
  - 当初は「妖怪ウォッチ 発見!妖怪タウン東京駅一番街店」で、2016年3月に「出張ヨロズマート 東京駅一番街店」に改称。また期間限定店舗かつ立地がストリートから離れているためストリートの対象店舗と見なされていなかったが、2016年6月より案内図上でストリートと同扱いとなった。2017年7月25日に、「ヨロズマートミニ」として期間限定店舗から常設店に昇格した[4]。2018年5月31日閉店。
- オトナ女子美日和（バンダイ、『美少女戦士セーラームーン』やサンリオキャラクターなどを用いた20代30代の女性向けキャラクターグッズを販売[17]、2019年3月31日閉店）
- なめこ市場 東京本店（ビーワークス『おさわり探偵 なめこ栽培キット』、2019年7月15日閉店[18]）
- N-SPOT（エイチ・エヌ・アンド・アソシエイツ、各種作品のキャラクターグッズを期間毎に変える形で販売する店舗、2019年11月27日閉店）
- ハムリーズ東京駅店（バンダイナムコアミューズメント、2019年4月11日開店[19]、2020年3月29日閉店）
- Premium pop-up store（キデイランド、ディズニー作品など各種作品のキャラクターグッズを期間毎に変える形で販売する店舗、2018年6月14日開店、2020年3月31日までの期間限定店舗[20]）
- ハローキティショップ（サンリオ『ハローキティ』、2021年5月29日閉店）
- アイカツ！デザインマート BY アイカツ！スタイル（バンダイ『アイカツ!シリーズ』、2022年6月5日閉店）
  - 開店時は「アイカツ!スタイル東京駅店」。2020年12月10日の『アイカツプラネット!』展開開始に伴い、同日を持ってリニューアルし名称変更[21]。
- カピバラさんキュルッとショップ（バンプレスト『カピバラさん』、2022年8月31日閉店）
- ムーミンショップ ミニ 東京駅店（ムーミンキャラクターズ社『ムーミン』、2023年2月14日閉店）
- LINE CREATORS SHOP（LINE『LINE CREATORS』、2018年10月25日開店、2023年11月5日閉店）
- DISNEY AVENUE by KIDDY LAND（ウォルト・ディズニー・カンパニー/キデイランド、2021年4月1日開店[22]、2024年1月31日閉店[23]）
- ドラえもん未来デパート IN 東京駅2024（藤子プロ/小学館/テレビ朝日/ベネリック『ドラえもん』、2024年7月 - 9月の期間限定店舗[24]）
- スペース31（期間限定ストア専用スペース）